# 15111 Вінтерс
15111 Вінтерс (15111 Winters) — астероїд головного поясу, відкритий 6 лютого 2000 року.
Тіссеранів параметр щодо Юпітера — 3,512.